# 張去為
张去为（?—?），南宋宦官。内侍张见道养子。
初为韦太后宅提点官，官至安德军承宣使、带御器械，升为内侍省押班。当时张见道为内侍省押班，父子一起充任景福殿使。张见道以保康军承宣使致仕，他之后日益得到宋高宗的宠信。和秦桧、王继先一起擅权用事，升任延福宫使，官至内侍省都知，干预朝廷正午。金国皇帝完颜亮想要率兵南下，张去为暗中阻止宋朝用兵，進献去蜀地避乱之策，被宰相陈康伯所拒，侍御史杜莘老劾其罪，请皇帝杀他以振奋士气，高宗不得已，令张去为致仕，杜莘老也出补外任。宋高宗内禅，以张去为修宫有功劳，提举德寿宫特迁安庆军承宣使，宋孝宗成恭皇后入宫，他出力很大。皇后驾崩，太上皇高宗派他传旨，立谢贵妃为皇后。但是张去为至死不复涉朝廷事。

## 延伸阅读
[在维基数据编辑]
 《宋史/卷469》，出自脱脱《宋史》